# Kukuszki (obwód tiumeński)
Kukuszki (ros. Кукушки) – wieś (dieriewnia) w Rosji, w obwodzie tiumeńskim, w rejonie isieckim. W 2010 liczyła 390 mieszkańców.